# Candi Mulyo
Candi Mulyo is een bestuurslaag in het regentschap Jombang van de provincie Oost-Java, Indonesië. Candi Mulyo telt 9942 inwoners (volkstelling 2010).